# Мур, Уолтер
Уолтер (Вальтер) Андре Мур (англ. Walter Andre Moore; 1 сентября 1984, Джорджтаун, Гайана) — гайанский футболист, полузащитник. Выступал за сборную Гайаны.

## Карьера
Карьера Мура началась в клубах Тринидада и Тобаго. Он играл в составе «Норт-Ист Старз» и «Каледония Эй-ай-эй». Был в аренде у клуба «Альфа Юнайтед» из Джорджтауна и клубе второго дивизиона чемпионата США «Шарлотт Иглз».
В 2013 году переехал в Казахстан, где начал играть в Усть-Каменогорске в составе местного «Востока», выступающего в казахстанской Премьер-лиге.